# ムハンマド・ビン・ザーイド・アール・ナヒヤーン
ムハンマド・ビン・ザーイド・ビン・スルターン・アール・ナヒヤーン（アラビア語: محمد بن زايد بن سلطان آل نهيان, ラテン文字転写: Muḥammad bin Zāyid bin Sultān Āl Nahyān, 1961年3月11日 - ）は、アラブ首長国連邦大統領兼アブダビ首長である。

## 幼少期および教育
ムハンマド・ビン・ザーイドは、本名をムハンマド・ビン・ザーイド・ビン・スルターン・ビン・ザーイド・ビン・ハリーファ・ビン・シャフブート・ビン・ディヤーブ・ビン・イーサ・ビン・ナヒヤーン・ビン・ファラー・ビン・ヤスといい、1961年3月11日に休戦オマーンでザイード・ビン・スルターン・アール・ナヒヤーンの3男に生まれる。父は初代アラブ首長国連邦 (UAE) 大統領兼アブダビ首長であり、母は第3夫人ファーティマ・ビント・ムバーラク・アル・ケトビー (en)、同母弟にハムダーン (en)、ハッザーア (en)、タフヌーン (d)、マンスール (en)、アブドゥッラー (en)、異母兄弟はハリーファ（第2代UAE大統領)、サイフ (en)、ハーミド (en)、イーサ (en)、ファラー、ディヤーブ、オマル、ハーリドがある。この他にナーセルとアフマド (en) という弟2人を亡くした。加えて姉妹が数人ある。
故郷であるアル・アインおよびアブダビの学校で教育を受け、その後、サンドハースト王立陸軍士官学校で学び、1979年に卒業する。サンドハースト在学中に基礎機甲課程、基礎飛行課程、エアボーン課程、戦略爆撃機やガゼル中隊を含む対地支援・攻撃ヘリコプターのトレーニングを修了した。

## 政治的役割
2003年11月、父であるザーイド・ビン・スルターンによりアブダビの副首長世子に任命される。2004年11月に父が薨去すると、アブダビの首長世子となり、2004年12月以降、アブダビ首長国の開発および計画を管轄するアブダビ執行評議会の議長も務める。 
2010年11月、ムハンマド・ビン・ザーイドとUAE外務・国際協力大臣アブダッラー・ビン・ザーイド・アール・ナヒヤーン (en) は、英国のエリザベス2世女王とエディンバラ公フィリップ王配による2度目のUAE訪問を歓迎し、最初の訪問先であるシェイク・ザーイド・モスクに同行している。
ムハンマド・ビン・ザーイドはMENA地域外の国家との連携促進の強化により、UAEの外交政策において主導的な役割を果たしてきた。2018年、フランスのエマニュエル・マクロン大統領の招待を受けてパリを訪れると過激派対策を協議し、将来的な二国間の連携に向けた具体的計画を示した。共同声明には教育、文化、遺産、経済、投資、エネルギー、宇宙、地域平和と安全、防衛協力、過激派対策、気候変動への対応などに関する分野で、多くの協力および交流についての規定が盛り込まれた。 
2019年、アブダビ首長世子はシンガポールとアラブ首長国連邦 (UAE) 間の包括的パートナーシップ協定調印式に出席した。両国はこの協定により、ビジネス、金融、投資、防衛、開発および教育における協力体制の強化に合意し、締結した3通の覚書では、環境保護および持続可能な消費努力について合意した。同年、アフガニスタンを訪問し、文化、教育、スポーツ、鉱業、エネルギーおよび農業における協力を約する数通の覚書を締結している。 
また国際舞台におけるUAEの地位を強化するため、多額の財政支援を行ってきた。2018年、エチオピアを訪問してアビィ・アハメド首相と面談後、外貨不足救済を意図する寄付金30億ドルから、最初の分割金がエチオピアに支払われた。さらに、UAEは干ばつ期のソマリアを支援した。
ムハンマド・ビン・ザーイドは韓国 (2012年) とオランダ (2014年) がそれぞれ主催した核セキュリティ・サミットにおいてUAE代表を務めた。インド政府に招待された2017年1月26日の第68回インド共和国記念日には主賓として出席した。
2022年5月13日に兄ハリーファが薨去し首長世子のムハンマド・ビン・ザーイドが後継のアブダビ首長に即位、翌14日にはUAEの連邦国民評議会により新大統領に選出された。

## イスラエルとの国交正常化
2020年8月、アメリカ大統領のドナルド・トランプの仲介でイスラエル首相のベンヤミン・ネタニヤフとの電話会談を行い、イスラエルとの完全な国交正常化であるアブラハム合意を交わした。

## 寛容の推進および過激派対策
アブダビ首長世子として2016年にローマ教皇フランシスコを表敬訪問し、2019年2月には教皇をUAEに迎えると、これが教皇初のアラビア半島訪問となる。教皇の来訪時にムハンマド・ビン・ザーイドの支援により「人類博愛世界会議」と称する会議が主催され、講演やワークショップを中心に、寛容と相互理解の促進により紛争および過激派をどのように防ぐことができるかが協議されたた。この訪問日程には、教皇によるアラビア半島初のミサがザイード・スポーツ・シティで執り行われ、100カ国から4,000人のイスラム教徒を含む18万人の信徒が集った。
寛容の推進および過激派対策という目的を達成すべく、ムハンマド・ビン・ザーイドは世界中を訪れ、UAEの2019年のテーマ「寛容の年」の推進にあたる。さらに暴力的な過激派への対策に関する地域および地球規模の取組みに関わり、インドの官公吏、エジプトのアブドルファッターフ・アッ＝シーシー大統領、その他の主導者たちに対し、そのような取組みへの協力を求めてきた。
2019年には、ローマ教皇フランシスコ、アル＝アズハル大学のグランド・イマームであるアフマド・エル＝タイイブ博士（英語）が署名した「人類博愛に関する文書」に詳述された原則および目標を詳細に説明する取組みとして、「共存のためのザイード・グローバル基金」を立ち上げている。

## 最高石油評議会における役割
ムハンマド・ビン・ザーイドが最高石油評議会の副議長を務めるアブダビ国営石油会社は、アブダビの化石燃料資源に責任を有する主要な管理機構である。特に原油やガソリン、芳香族の生産、ガス価格設定やポリオレフィン生産能力に関して、いくつかの開発および多様化戦略の実行を監督してきた。

## 経済開発における役割
トップを務めるタワザン経済評議会は1992年に設立され、かつてUAEオフセット・プログラムとして知られていた。アブダビ首長国における経済的多様性の拡大に尽力した。タワザン経済評議会のトップとして、アブダビ首長世子はUAEの経済の多様化をサポートすべく、異なる分野にわたり、防衛関連投資と利益を生むプロジェクトとを結びつけるために尽力している。
彼が会長を務めるムバーダラ開発会社 (en) は2002年の設立以降、アブダビ政府の主要投資会社である。ムバーダラは経済的多様化およびグローバル投資を通じて、UAEのために社会的および経済的利益を長期にわたって開拓することを目指している。
加えて、彼は国の主要な経済計画組織であるアブダビ経済開発評議会（ADCED）の会長も務める。この立場を利用し、UAEの民間セクターの支援を求め、アブダビにおける事業運営と投資を容易にするためシャラカ・イニシアティブを立ち上げた。彼の指揮の下、ADCEDはUAEにおける起業を増加させる数々の取組みを推進してきた。
2018年6月、長期的な経済利益の促進を目指し、首長国と投資家向けに3年にわたる500億UAEディルハム規模の刺激策を承認した。また、都市開発を活性化するため、建築規制の包括的な見直しを約束した。
彼は経済の多様化およびグローバル化を目標として、アブダビの人々のためにファンドに投資を行うアブダビ投資庁（ADIA）の副議長を務める。ADIAのポートフォリオは24を超える資産クラスとサブカテゴリーにまで広がっている。
10億AEDの価値を有する農業技術のインセンティブ施策を承認したことで、精密農業、農業用ロボット、生物燃料エネルギー、屋内農業に関するプロジェクトへの資金調達が促進された。

## 教育およびイノベーションへの取組み
ムハンマド・ビン・ザーイドは、私立および公立校双方でP-12（英語）以上の教育改善戦略を開発し実行するため、2005年設立されたアブダビ教育評議会の議長の地位を通じ、UAEの教育水準を最高の国際水準と同等にまで引き上げることにも尽力した。さらに、エミレーツ戦略研究調査センター（Emirates Center for Strategic Studies and Research= ECSSR）の議長も務める。ECSSRは地域に関連する経済的、社会政治的、そして安全に関する問題について学術的取組みを展開している。またUAEの技術開発の育成に力を注ぎ、全国科学技術革新フェスティバルのようなイベントを資金援助することにより、イノベーション文化を奨励してきた。ロボット工学および自律システムの研究においてUAEを地域拠点に変えるため、ムハンマド・ビン・ザイード国際ロボティクス・チャレンジを創設した。 
2008年、ニューヨーク大学アブダビ校とのイニシアティブの一環として、シャイフ・ムハンマド・ビン・ザイード奨学金プログラム初の奨学生たちが選ばれた。このイニシアティブで認められたUAEの優秀な学生には、学術的な指導者育成の特別な機会が与えられる。

## 自然保護事業
アブダビ首長世子は野生のハヤブサ、ノガン、アラビアオリックスを保護するUAEによる取組みの先頭に立って自然保護に焦点を当て、野鳥の電線関連の死を防ぐイニシアチブに100万ドルを寄付した。後者の取組みは、2,000万ドルのシャイフ・ムハンマド・ビン・ザイード猛禽類保護基金の立ち上げの一環である。
さらに、個別の種の保全補助金を提供するため2,500万ユーロの慈善寄付金からなる「ムハンマド・ビン・ザイード種の保全基金」 (en) を牽引して種の保全分野における主導者を評価、一般市民との対話において種の重要性を啓発してきた。この基金は世界中の種の保全活動への貢献度を促進することも目的としている。モリイグアナ亜科のトカゲの一種エンヤリオイデス・ビンザイーディ（Enyalioides binzayedi）（英語）は、この基金の創設者であるムハンマド・ビン・ザイードの果たす役割に敬意を表して命名された。この基金は、ペルーのコルディジェラ・アスール国立公園 (en) の種の発見につながる探索を財政的に支援した。
国の太陽光、風力、水力発電の技術開発に150億ドルを注入すると公約している。ムバーダラ所有の施設であるGlobalFoundriesを通じて、ムハンマド・ビン・ザーイドはUAEの半導体製造計画の開発を支援し、エネルギー分野を含む先端技術への道を切り開いた。

## その他の慈善活動
2011年、ムハンマド・ビン・ザーイドとゲイツ財団はアフガニスタンとパキスタンの子どもたちを対象にワクチン購入と接種の資金として、それぞれ5,000万米ドルずつ提供すると約束した。総額1億米ドルの3分の2は、5種混合ワクチン (en) と肺炎球菌ワクチンの購入と投与のためにGAVIアライアンスに提供され、パキスタンとアフガニスタンの子ども約500万人に6種類の病気に対する予防接種が施された。寄付の余剰金は世界保健機関に割り当てられ、アフガニスタンとパキスタンの子どもたち約3,500万人分の経口ポリオワクチンの購入と投与に当てられる。2018年4月、GPEIは2013年の世界ワクチンサミット (アブダビ) で約束した資金の残金1,200万米ドルの分配により、ムハンマド・ビン・ザーイドの公約した1億2,000万米ドルの事業の完了を発表した。
世界的な健康への取組みに対する貢献には、マラリア撲滅を支援する「ロールバック・マラリア提携事業」 (d) の3,000万ドルの寄付も含まれる。寄付を発表した1カ月後、アブダビはマラリア、ポリオ、糸状虫症など世界規模の感染症を根絶する取組みを中心とした世界的な健康フォーラムを主催した。
また、5,500万AED規模の資金を人身売買撲滅に関する国連グローバルイニシアティブに提供している。
ニューヨーク市で開催されるザイード・チャリティ・マラソンは2005年の創設以降、腎臓病への関心を高め寄付金数百万ドルを集めてきた。レースから得られた収益は、アメリカ国立腎臓財団に寄付される。ムハンマド・ビン・ザーイドは2000年にクリーブランドクリニックで腎臓移植を受けた父親に敬意を表して、このイベントを立ち上げたという。
2017年には世界の健康改善に貢献する「リーチング・ラスト・マイル基金」を立ち上げ、世界の最貧国の人々の健康と経済の発展に影響を及ぼす予防可能な病気の根絶、排除、管理を目的として、この基金を介して1億ドルを募っている。自ら2,000万ドルをこの基金に拠出し、他の寄付者にはビル&メリンダ・ゲイツ財団と英国政府が含まれる。寄付は糸状虫症、象皮病、ポリオ、マラリア、メジナ虫症といった最も顧みられない5つの一般的な熱帯病への対処に焦点を当て、慈善目的の投資はEND基金によって管理される。これらに加え、ムハンマド・ビン・ザーイドは感染症と闘う政策を策定するため、アブダビに拠点を置く機関を設立する意向を発表した。

## 芸術支援
観光事業を促進し地元の芸術を多様化させる取組みの一環として、ムハンマド・ビン・ザーイドはルーヴル・アブダビや開設予定のグッゲンハイム・アブ・ダビなど美術館建設に加え、カスル・アル・ホスン (Qasr al-Hosn) などの文化遺産の保全を支援してきた。
2009年、当時のフランス大統領であったニコラス・サルコジとともにルーヴル・アブダビの収蔵品として購入した芸術作品に加え、フランスの複数の国立美術館から借り受けた作品を含む展覧会をエミレーツ・パレスで開催した。これはサディヤット島の文化地区にあるルーヴル別館建築工事の開始を記し、同館は2017年11月に開館した。
支援活動は視覚芸術の枠を超えて口述芸術にまで広がった。ナバティの詩 (Nabati) の愛好家として支援の手を地元の詩作活動へと広げ、いくつかの詩のコンテストを開催している。

## 軍事
ムハンマド・ビン・ザーイドはアミーリー警備隊士官 (現行の大統領警備隊)、UAE空軍パイロット、空軍と防空軍の指揮官、副軍の副参謀長を務めた。2005年、UAE軍副最高司令官に任命され、これに伴って陸軍中将に昇進した。 

## 女性の活躍推進
女性の活躍推進の擁護者であるムハンマド・ビン・ザーイドは、伝統的に男性が支配する数々の分野への女性の参画を推進し支援してきた。2019年4月、アラブ女性の軍事および平和維持プログラムに参加した女性士官の代表団を歓迎した。参加者は国連の世界的な平和維持活動に備えるため、アブダビで訓練を受けていた人々である。彼は女性士官が、平和維持活動および安全保障活動に果たす役割の重要性を強調した。
また、公共サービス部門でも女性の参画を奨励している。2019年、UAE初の公認女性消防士をもてなした際、「国家発展に向けた真のパートナーであり、貢献者である」として女性の役割を強調するとともに、女性が「国家の現在そして未来に向けた戦略的な計画を推進する」存在であると述べた。
さらに、多くのUAEの公的機関に所属する女性代表者との会合を定期的に開き、国家が有する理想を実現していく女性の能力への信頼を表明した。
マララ・ユスフザイがタリバンの銃撃で頭部と首を負傷すると、2012年10月、UAEの救急空輸機によりイギリスへの搬送を手配、バーミンガムにあるクイーンエリザベス病院で長期療養をさせることになる。ムハンマド・ビン・ザーイドの指示に基づき、UAEの官僚はパキスタン当局と緊密に協力して、ユスフザイの専門治療と移送の手配を行った。2013年5月、ウムラの儀式に向かう道中のユスフザイはアブダビに立ち寄り、UAEとムハンマド・ビン・ザーイドの援助と支援に感謝の意を表し、アブダビ皇太子の果たす役割はムスリムの人道主義的な教義を際立たせていると強調した。